# زاك رايت
زاك رايت (بالإنجليزية: Zach Wright)‏ (18 ديسمبر 1995 في الولايات المتحدة - ) هو لاعب كرة قدم أمريكي في مركز الهجوم. لعب مع سبورتينغ كانساس سيتي.

## وصلات خارجية
- زاك رايت على موقع الدوري الأمريكي (الإنجليزية)
- زاك رايت على موقع قاعدة بيانات كرة القدم.إي يو (الإنجليزية)